# Johann Friedrich Dübner
Johann Friedrich Dübner, född den 20 december 1802, död den 13 oktober 1867, var en tysk filolog,.
Dübner gav 1831 ut sin för ord- och textkritiken banbrytande upplaga av Marcus Junianus Justinus. Han var från 1832 bosatt i Paris och deltog där i redaktionen för Henricus Stephanus Thesaurus græcae linguae samt ledde utgivningen av Bibliotheca græca. Dessutom skrev han en mängd uppsatser i Revue de philologie.